# Marloes Fellinger
Marloes Fellinger (Naarden, 18 april 1982) is een Nederlands softballer.
Fellinger kwam tot 2002 uit voor Run '71 te Oldenzaal en speelt sindsdien voor de Sparks uit Haarlem. Ze speelt derde honkvrouw en buitenvelder en gooit en slaat rechtshandig. Fellinger was lid van het Olympische team dat deelnam aan de zomerspelen van 2008 te Peking. Ze is sinds 2006 lid van het Nederlands damessoftbalteam en heeft tot op heden 27 interlands gespeeld. In 2005 werd ze uitgeroepen tot meest waardevolle speler in de Nederlandse hoofdklasse. In het dagelijks leven is ze accountmanager.
Noémi Boekel · 
Marloes Fellinger · 
Sandra Gouverneur · 
Petra van Heijst · 
Judith van Kampen · 
Kim Kluijskens · 
Saskia Kosterink · 
Jolanda Kroesen · 
Daisy de Peinder · 
Marjan Smit · 
Rebecca Soumeru · 
Nathalie Timmermans · 
Ellen Venker · 
Britt Vonk · 
Kristi de Vries